# Annestine Beyer
Anna Kirstine "Annestine" Margrethe Beyer (Copenhague, 4 de maio de 1795 - Copenhague, 9 de agosto de 1884), foi uma pedagoga reformista dinamarquesa e pioneira na educação das mulheres.

## Primeiros anos
Os seus pais eram o proprietário da fábrica de açúcar Hans Petri Beyer (ca. 1747 – 1806) e Elisabeth Smith Aarøe (*ca. 1763). Ela foi educada na Døtreskolen af 1791. Em adulta, Beyer foi empregada como professora na mesma escola. Convencida da importância da educação das mulheres e ansiosa por colocar em prática as suas ideias de reformas, Beyer teria dominado a escola e colocado o próprio diretor em segundo plano. Naquela época, no entanto, as oportunidades para as mulheres se educarem eram muito limitadas e as instituições de ensino abertas a elas eram em grande parte limitadas à capital de Copenhaga. A maioria das professoras na Dinamarca no início do século XIX eram empregadas como governantas e não em escolas.

## Carreira
Em 1845, entrou em vigor uma nova lei sobre a competência formal exigida de um professor profissional, e foi instalada uma autoridade educacional com a tarefa de controlar essa nova regulamentação. Nessa época, a maioria dos professores particulares na Dinamarca eram mulheres, mas não tinham educação formal, pois as escolas abertas para meninas ainda eram poucas e nenhuma instituição académica estava aberta para mulheres adultas. Em 1846, ela fundou o seminário feminino Den højere Dannelsesanstalt for Damer para educar professoras adultas profissionais para servirem nas escolas particulares de Copenhaga e que pudessem atender às exigências impostas pela nova autoridade educacional das escolas. Esta foi a primeira instituição de ensino académico para mulheres na Dinamarca. Uma das suas alunas foi Natalie Zahle (1827-1913), fundadora da Escola de N. Zahle e, ao lado dela, uma das duas pioneiras mais notáveis da educação feminina na Dinamarca, bem como ativistas dos direitos das mulheres e feministas como Louise Westergaard (1826-1880).
Em 1859, foi colocada em vigor uma nova lei que permitia às professoras um diploma formal. No entanto, não existiam instituições que pudessem oferecer tal grau às mulheres. Em 1861, Annestine Beyer, juntamente com Nicolai Femmer e Gotfred Bohr, organizou a abertura da Beyers, Bohrs og Femmers Kursus (mais tarde Femmers Kvindeseminarium) para que pudesse atender às exigências necessárias para emitir um diploma para professoras.

## Outras fontes
- Hilden, Adda; Nørr, Erik (1993). Lærerindeuddannelse: lokalsamfundenes kamp om seminariedriften (em dinamarquês). Odense, Dinamarca: Odense Universitetsforlag. ISBN 8774928848